# Haka

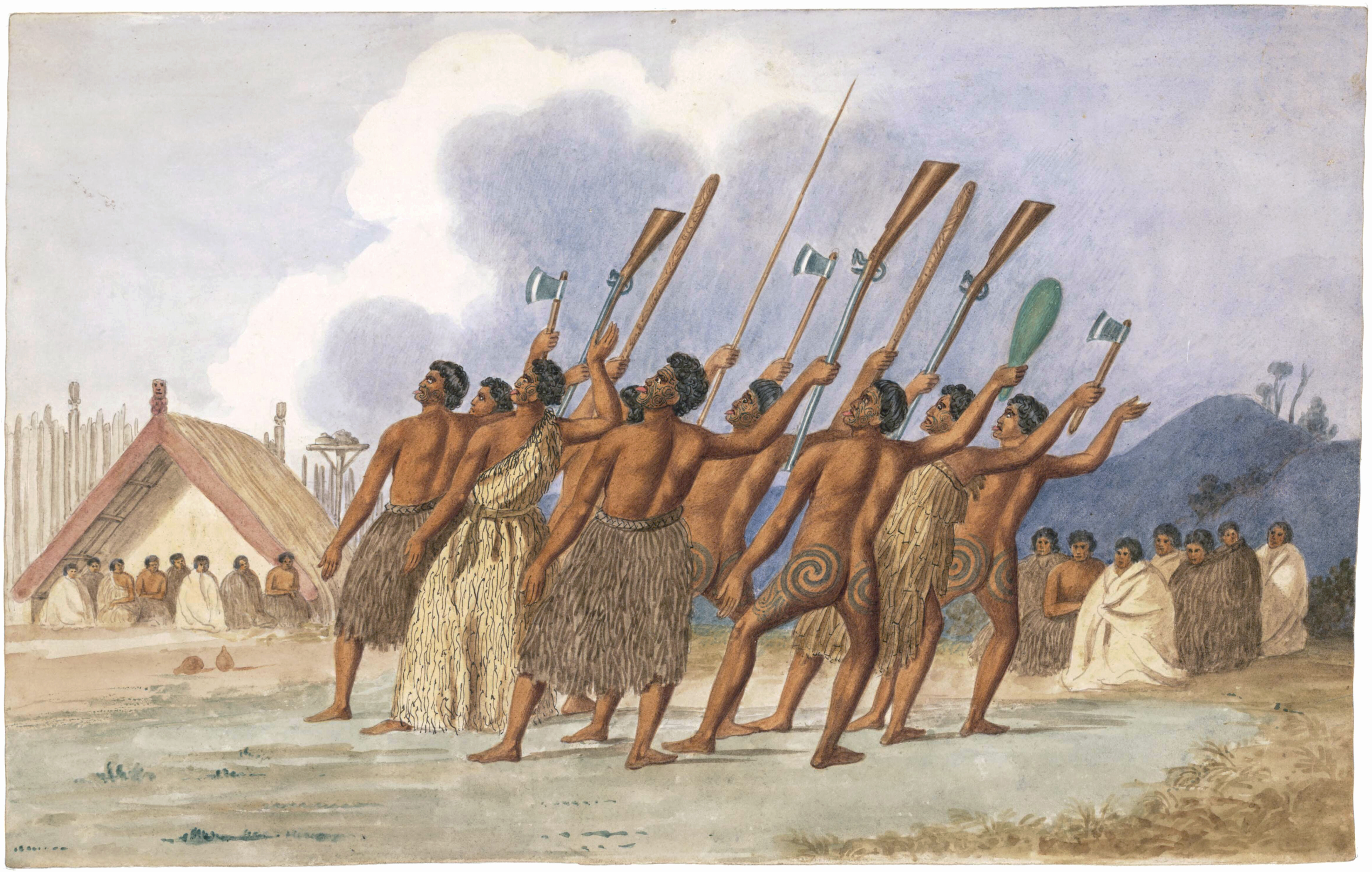
Haka der Māori (ca. 1845)

Der Haka (Plural: die Haka) ist ein ritueller Tanz der Māori. Häufig ausschließlich als Kriegstanz interpretiert, bedeutet haka allerdings nichts anderes als „Tanz“ oder „Lied mit Tanz“ und ist daher ein allgemeiner Begriff für alle Arten von Māori-Tänzen. Der Haka wurde einerseits zur Begrüßung und Unterhaltung von Gästen aufgeführt, hierbei von Männern oder von Frauen, oder auch in gemischten Gruppen. Andererseits diente er aber auch zur Einschüchterung von Gegnern vor einer kriegerischen Auseinandersetzung und wurde dann ausschließlich von bewaffneten Männern vorgetragen.

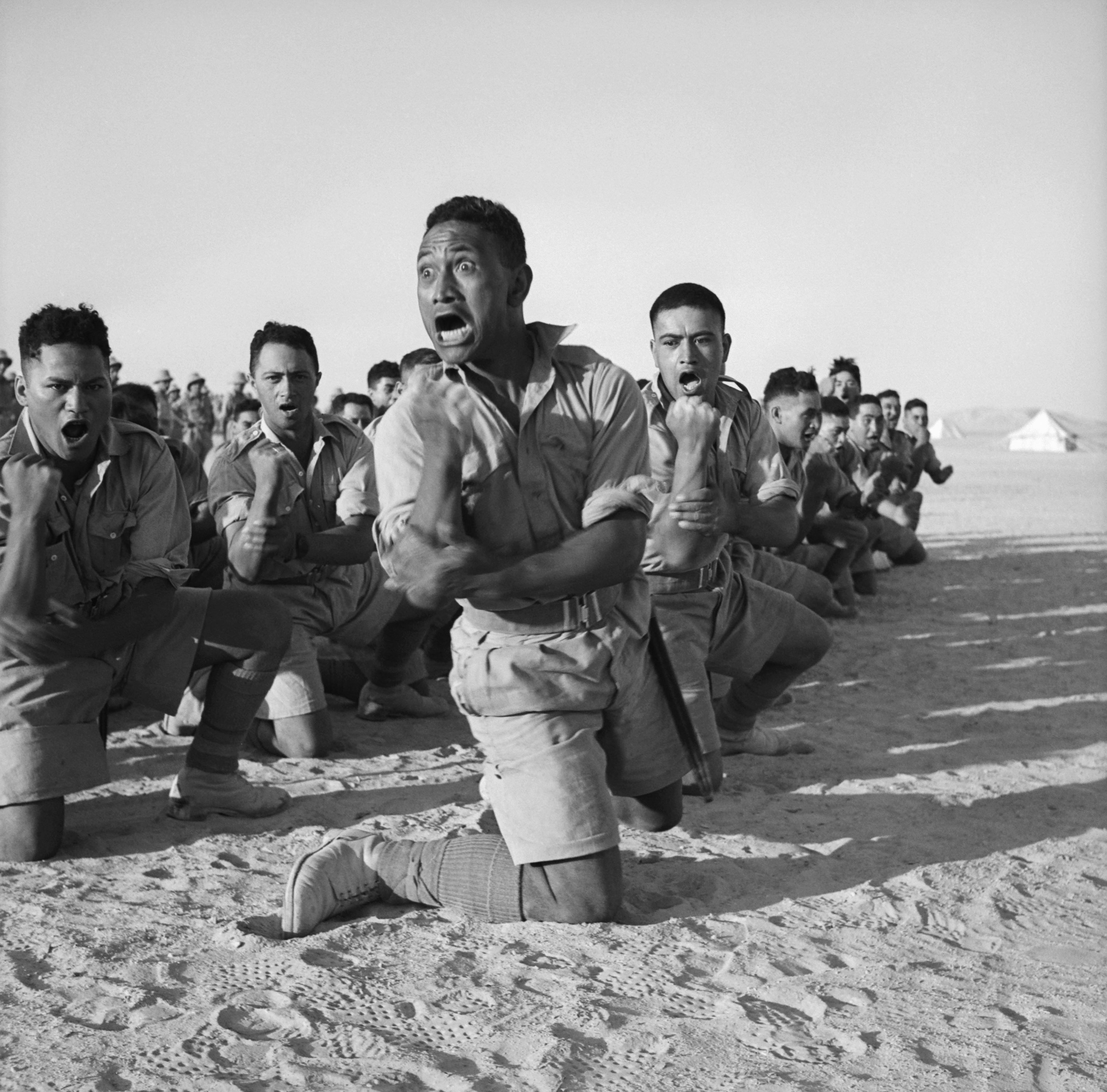
Haka Taparahi, 1941 im ägyptischen Sand

Nach einer Māori-Legende geht die Entstehung des Haka auf Hine-Raumati, das Sommermädchen, zurück. Sie soll sich an einem warmen Sommertag als zitternde Erscheinung in der Luft offenbart haben. Dies soll der Haka von Tane-rore gewesen sein, dessen Vaterschaft sie Tama-nui-te-rā, dem Gott der Sonne, zuschrieb.

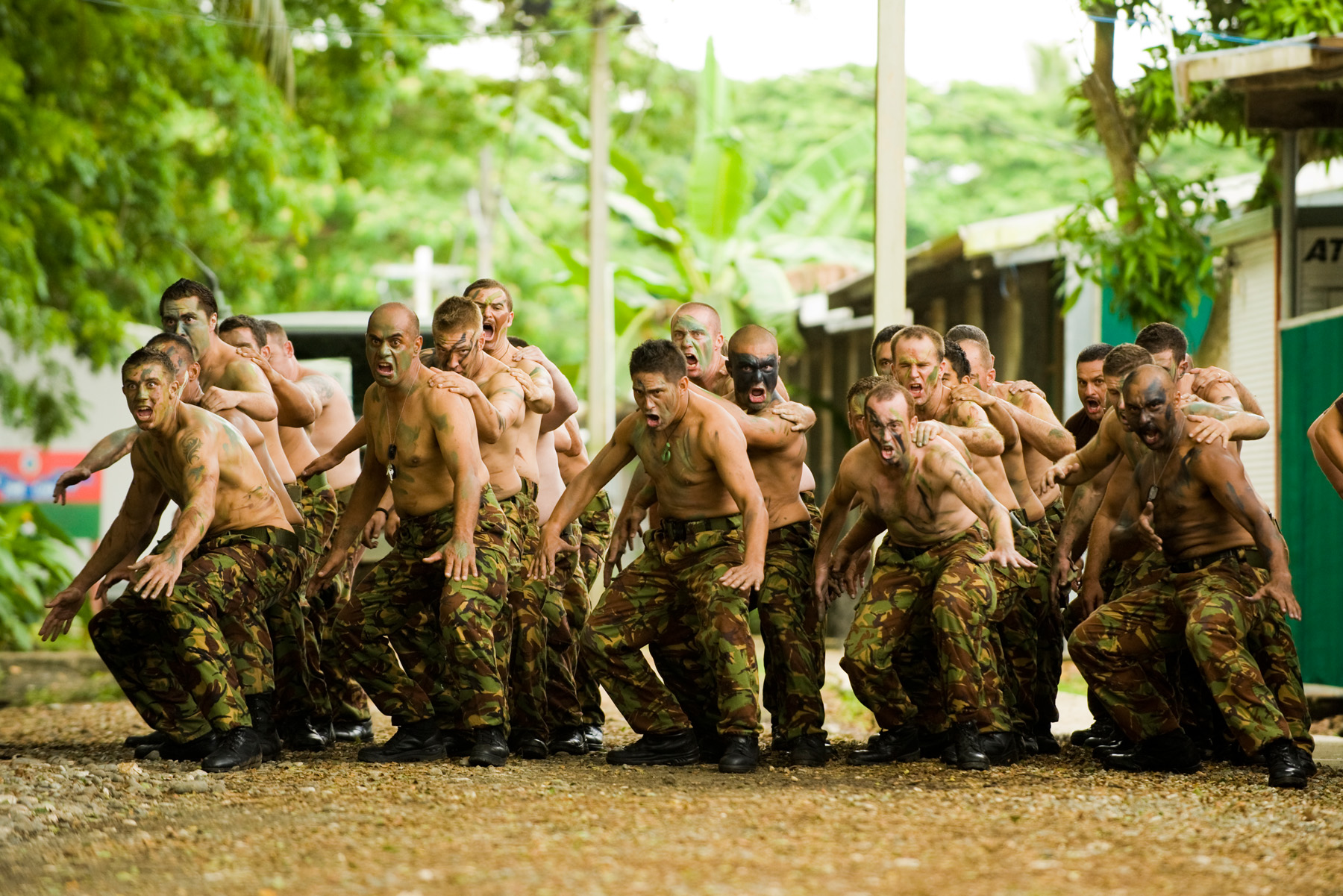
Soldaten der Streitkräfte Neuseelands beim Haka

Man betrachtet den Haka als eine Art Symphonie, bei der die verschiedenen Körperteile die vielen Instrumente darstellen. Die Hände, Arme, Beine, Füße, Stimme, Augen, Zunge und der Körper als Ganzes vereinigen ihre individuellen Expressionen zu einer Aussage. Mut, Ärger, Freude und andere Gefühle werden durch die Bewegungen der einzelnen Körperteile ausgedrückt. Das Äußere drückt das Innere aus.

## Haka-Arten

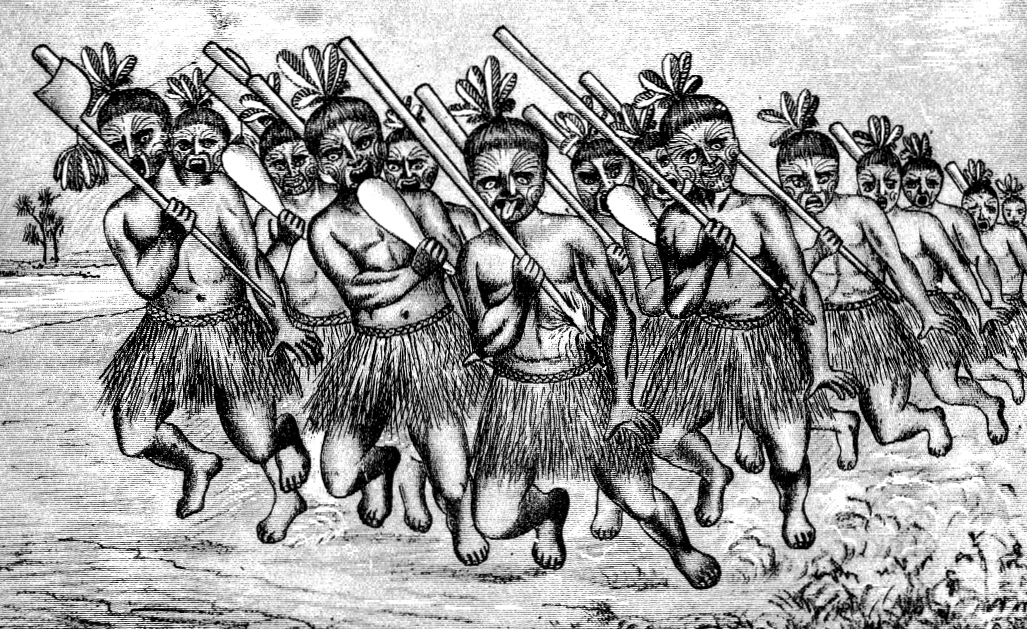
Darstellung eines Haka (ca. 1890)

Für viele ist der Haka nur eine Art Kriegstanz, was nicht das Wesentliche bei vielen Arten des Haka ist. Es gibt auch etliche andere Tänze, die in der Māori-Kultur ihre Bedeutung haben. Der am meisten aufgeführte Haka ist der Haka Taparahi. Dieser Tanz war immer ein zeremonieller Tanz und in keiner Weise ein Kriegstanz. Daher wird er auch ohne Waffen aufgeführt.
Die drei wichtigsten Kriegstänze sind: der Whakatu Waewae, der Tutu Ngarahu und der Peruperu. Jeder dieser Haka hat Eigenschaften, die ihn von den anderen unterscheidet. Sie sind alle furchterregende Schauspiele, um die physische Überlegenheit und Verfassung der Krieger zu zeigen, sowie dem Gegner Angst einzujagen. Diese Ritual-Haka beinhalten alle das Tragen von Waffen. Der Peruperu zeichnet sich durch die hohen Sprünge aus, bei denen die Beine unter den Körper gedrückt werden. Beim Tutu Ngarahu wird zwar auch gesprungen, aber eher von einer Seite zur anderen, während beim Whakatu Waewae überhaupt nicht gesprungen wird.
Eine andere Haka-Art ist der Ngeri. Bei ihm kommt es darauf an, die Krieger psychologisch zu motivieren. Die Choreographie ist sehr frei, so dass ihm jeder Tänzer selbst Ausdruck verleihen kann. Dieser Haka wird in der Regel ohne Waffen getanzt.
Der Manawa Wera wird normalerweise bei Beerdigungen oder bei anderen Gelegenheiten, die um den Tod kreisen, getanzt. Ähnlich wie der Ngeri hat er keine Choreographie und wird ohne Waffen aufgeführt.
Um Hass auf einen anderen Māori-Stamm auszudrücken, gibt es den Kaioraora. Jeder Stamm hat gegenüber einem anderen Stamm einen Haka entworfen.

### Tika Tonu
Der Haka Tika Tonu aus der Hawkes Bay wendet sich vor allem an junge Leute, mit der Aufforderung nach innen zu blicken, um in sich selbst die Antwort auf Probleme zu finden. Dieser 1914 von Häuptling Waimarama Putara für seinen 15-jährigen Sohn Moana gedichtete Haka beinhaltet eine Botschaft von Herausforderung, Kampf, Ausdauer und Überwindung. Er wird traditionell beim Erreichen des 21. Geburtstages, oder bei beruflichen oder akademischen Abschlüssen aufgeführt. Auch bei Hochzeiten ist er beliebt. Schließlich wird er oft auch beim Tangihanga (eine Trauerzeremonie) zur Ehrung des Verstorbenen benutzt, um zu würdigen, dass dieser junge Leute in schwierigen Zeiten begleitet hat.

### Tahu Pōtiki
Der Haka Tahu Pōtiki kommt von der Südinsel Neuseelands, von Te Waipounamu. Er hat eine alte Geschichte, erlangte aber besondere Bekanntheit durch seine häufige Aufführung in Christchurch nach den schweren Erdbeben von 2011. Er sollte damals der Bevölkerung, vor allem den Schülern, helfen, mit einer Naturkatastrophe umzugehen, die 185 Menschenleben gekostet hatte. In der Folge wurde er auch benutzt, um denjenigen gegenüber Respekt auszudrücken, die bei den Terroranschlägen vom 15. März 2019 in Christchurch Angehörige verloren hatten. So wurde er am 18. März 2019 von mehreren örtlichen Schulen spontan an einer eingerichteten Gedenkstätte aufgeführt. Zwei Tage später führte die Cashmere Highschool den Haka als Willkommenszeremonie für Premierministerin Jacinda Ardern auf, die Christchurch besuchte.
Ngai Tahu, der örtliche Maori-Stamm benutzt laut Te Hurinui Clarke, einem Lehrer der University of Christchurch, diesen Haka aus historischen Gründen bevorzugt gegenüber dem Haka Ka Mate. Tahu Pōtiki sei benannt nach dem Ahnen des Stammes Ngai Tahu und feiere diesen. Der Tanz könne benutzt werden, um Ereignisse zu feiern, wichtige Entscheidungen hervorzuheben und vor allem, um in Zeiten der Traurigkeit Einheit (Kotahitanga) zu beschwören.

## Frauen und der Haka
In der traditionellen Kultur der Māori spielen die Frauen eine wichtige Rolle in der Darbietung des Haka. Sie treten sowohl im Haka als auch solo auf. Es gibt Haka, die nur von Frauen aufgeführt werden. Sie spielen eine große Rolle in den Zeremonien und in der Unterhaltung im traditionellen Stammesalltag. Die Reputation eines Stammes basierte auf der Aufführung eines Hakas. Die Frauen waren ein integraler Bestandteil und daher auch fähige Darstellerinnen.
In der modernen Māori-Kultur besteht die weibliche Rolle bei einem Haka hauptsächlich aus dem unterstützenden Gesang im Hintergrund. Die Männer stehen meist im Vordergrund, während die Frauen im Hintergrund mehrstimmig singen. Dennoch ist es nicht ungewöhnlich, auch Frauen in vorderster Reihe zu sehen, besonders wenn es sich um einen spontanen Haka handelt.

## Haka und Rugby
Die neuseeländische Rugby-Union-Nationalmannschaft, die All Blacks, führt vor jedem Länderspiel einen Haka auf. Erstmals geschah dies 1884, als eine neuseeländische Auswahl ins australische New South Wales reiste. Seit dem Rugby World Cup von 1987 führen die All Blacks vor jedem Länderspiel ihren Haka auf. Der Maori-Stamm der Ngāti Toa erklärte, auf die Verwendung des Tanzes durch die All Blacks stolz zu sein. Benutzt werden zwei verschiedene Versionen. Bis 2005 wurde ausschließlich der Haka mit dem Titel „Ka Mate“ benutzt, seitdem existiert eine alternative Version in dem neugeschriebenen „Kapa o Pango“.
Die ausführende Mannschaft wird von den eigenen Fans unterstützt, die gegnerische Mannschaft und ihre Anhänger verfolgen oft eine Gegenstrategie, um den angeblichen psychologischen Vorteil, den die All Blacks durch den Haka gewinnen, zunichtezumachen. Die Reaktionen reichen vom Singen der eigenen Nationalhymne über Ignorieren des Hakas bis zum aggressiven Entgegengehen.
Auch die neuseeländische Rugby-League-Nationalmannschaft hat einen eigenen Haka. Auch im Schulsport wird der Haka in Neuseeland bei manchem Rugby-Spiel zelebriert. Einige Mannschaften haben ihren eigenen Haka und es gibt ein lautstarkes Spektakel, wenn die gegnerischen Teams, unterstützt von ihren jeweiligen Fans, nacheinander ihren Haka vorführen.

### Ka Mate

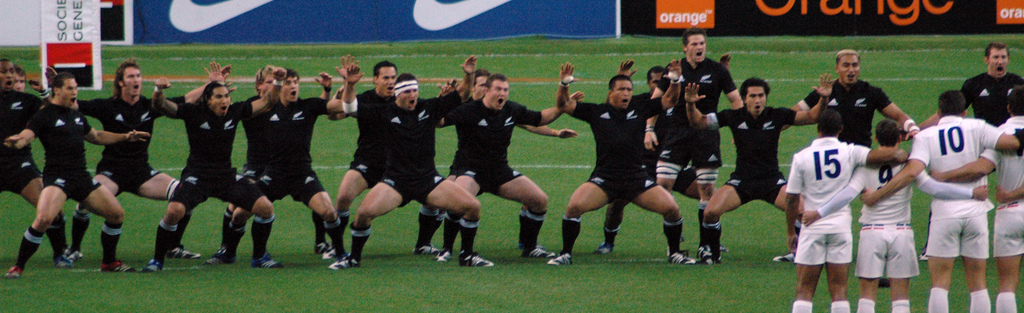
Haka der All Blacks vor dem Spiel gegen Frankreich (November 2006)

Der „Ka-Mate“-Haka wurde 1810 von Te Rauparaha komponiert, dem Häuptling des Stammes Ngāti Toa. Der Legende nach wurde Te Rauparaha von Feinden verfolgt. Er versteckte sich in einer Grube, in der Nahrung gelagert wurde, unter dem Rock einer Frau. Da ein solches Verhalten bei einem Häuptling undenkbar war, fühlte er sich sicher. Als er wieder aus der Grube stieg, wurde er schließlich nicht von seinen Verfolgern entdeckt, sondern von einem anderen Häuptling, der ihm freundlich gesinnt war. Aus Erleichterung führte Te Rauparaha den Ka-Mate-Haka auf, der heute mit den gleichen Worten von den All Blacks getanzt wird.
Der Haka beginnt mit fünf vorbereitenden Anweisungen eines einzelnen Anführers (gewöhnlich ein Māori aus dem Team), danach stimmt die ganze Mannschaft ein.
| Anführer:   | Ringa pakia!                         |  | Schlagt die Hände auf die Schenkel!                  |
|             | Uma tiraha!                          |  | Drückt die Brust nach vorne!                         |
|             | Turi whatia!                         |  | Beugt die Knie!                                      |
|             | Hope whai ake!                       |  | Und die Hüften!                                      |
|             | Waewae takahia kia kino!             |  | Stampft mit den Füßen, so fest ihr könnt!            |
|             |                                      |  |                                                      |
| Anführer:   | Ka mate, ka mate                     |  | Das ist Tod, das ist Tod (oder: Ich werde sterben)   |
| Mannschaft: | Ka ora, ka ora                       |  | Das ist Leben, das ist Leben (oder: Ich werde leben) |
| Anführer:   | Ka mate, ka mate                     |  | Das ist Tod, das ist Tod                             |
| Mannschaft: | Ka ora, ka ora                       |  | Das ist Leben, das ist Leben                         |
| Alle:       | Tēnei te tangata pūhuruhuru          |  | Dies ist der haarige Mann…                           |
|             | Nāna nei i tiki mai whakawhiti te rā |  | …der die Sonne brachte und sie scheinen ließ!        |
|             | Ā upane, ka upane                    |  | Ein Schritt nach vorne, und noch einer!              |
|             | Ā upane, ka upane                    |  | Ein Schritt nach vorne, und noch einer!              |
|             | Whiti te rā, hī!                     |  | Die Sonne scheint!                                   |

Am 14. November 2024 führten die Abgeordneten der Māori Party im neuseeländischen Parlament diesen Haka auf, um ihre Missbilligung über eine vorgeschlagene Neuauslegung des Vertrags von Waitangi auszudrücken, die sie als nachteilig für die Māori-Bevölkerung betrachten.

### Kapa o Pango
Vor einem Tri-Nations-Spiel gegen Südafrika am 28. August 2005 im Carisbrook-Stadion von Dunedin führten die All Blacks überraschenderweise einen komplett neuen Haka auf. „Kapa o Pango“, verfasst von Derek Lardelli vom Stamm Ngāti Porou, enthielt eine längere und aggressivere Einleitung durch den damaligen Kapitän Tana Umaga und fand seinen Höhepunkt in einer umstrittenen, an das gegnerische Team gerichteten Geste des Hals-Durchschneidens. Die All Blacks gewannen das Spiel mit 31 zu 27.
Der neue Haka soll über mehr als ein Jahr und in Zusammenarbeit mit vielen Experten für die Kultur der Māori entwickelt worden sein. Er wird den traditionellen Haka „Ka Mate“ nicht ersetzen, sondern nur bei besonderen Gelegenheiten angewandt werden. „Kapa o Pango“ hat allerdings im Gegensatz zu „Ka Mate“ einen Text, der sich speziell auf die neuseeländische Nationalmannschaft bezieht, indem die All Blacks und das Symbol der Mannschaft, der Silberfarn, erwähnt werden.
Im Jahr 2006 wurde „Kapa o Pango“, besonders in Hinblick auf die umstrittene Geste am Schluss, noch einmal einer Überprüfung durch den neuseeländischen Rugby-Union-Verband (NZRFU) unterzogen. Die Untersuchung kam zum Schluss, dass die Geste in der Māori-Kultur eine völlig andere Bedeutung hat, so Derek Lardelli: „Die Worte und Bewegungen repräsentieren das Ziehen lebenswichtiger Energie in die Herzen und Lungen.“ 
„Kapa o Pango“ wurde vor dem ersten Tri-Nations-Spiel im Juli 2006 gegen Australien erneut aufgeführt und international besonders bekannt, als die All Blacks ihn vor dem Endspiel des Rugby World Cup 2011 aufführten.
| Kapa o Pango kia whakawhenua au i ahau!            |  | All Blacks, lasst mich eins mit dem Land werden! |
| Hī aue, hī!                                        |  |                                                  |
| Ko Aotearoa e ngunguru nei!                        |  | Das ist unser Land, das poltert!                 |
| Au, au, aue hā!                                    |  | Das ist meine Zeit, mein Augenblick!             |
| Ko Kapa O Pango e ngunguru nei!                    |  | Das macht uns aus als die All Blacks!            |
| Au, au, aue hā!                                    |  | Das ist meine Zeit, mein Augenblick!             |
| I āhahā!                                           |  |                                                  |
| Ka tū te ihiihi                                    |  | Unsere Dominanz                                  |
| Ka tū te wanawana                                  |  | Unsere Überlegenheit wird triumphieren           |
| Ki runga ki te rangi e tū iho nei, tū iho nei, hī! |  | Und hoch angesehen werden!                       |
| Ponga rā!                                          |  | Silberfarn!                                      |
| Kapa o Pango, aue hī!                              |  | All Blacks!                                      |
| Ponga rā!                                          |  | Silberfarn!                                      |
| Kapa o Pango, aue hī, hā!                          |  | All Blacks!                                      |

## Schutz der traditionellen Kultur vor Aneignung
Maori erheben den Anspruch, dass Hakas als traditionelle Kultur zu ihrem Erbe gehören und vor kultureller Aneignung durch Dritte und Ausbeutung geschützt werden müssen. Anlässe dafür waren Werbekampagnen von Lego, Ford, Sony und Fiat, die vor dem Waitangi Tribunal untersucht wurden. In Deutschland wurden die Ansprüche 2017 bekannt, als sich Maori und ihre Unterstützer gegen einen Werbespot eines deutschen Autoversicherers wehrten, der einen Haka verwendete.
Die Stammesorganisation der Ngāti Toa hat versucht, zum Schutz ihrer Ansprüche, den Wortlaut des Ka Mate als Trade Mark zu registrieren. Wiederholte Versuche wurden durch das Intellectual Property Office of New Zealand zurückgewiesen, anerkannt wurde eine Marken-Registrierung bildlicher Darstellungen verschiedener Szenen im Haka für Kleidung und Kopfbedeckungen.
Weil die Maori mit dieser Schutzsituation unzufrieden waren, zogen sie vor das Waitangi Tribunal, das Streitfragen untersucht, die sich aus dem Vertrag von Waitangi von 1840 ergeben. Im Vertrag von Waitangi wurde den Maori das Eigentum an ihrem Land und dessen Nutzung garantiert. Nachdem diese Regelung über ein Jahrhundert als weitgehend symbolisch aufgefasst worden ist, werden der Vertrag und das Tribunal in Fragen von Landrechten seit Mitte des 20. Jahrhunderts respektiert und werden nach heutiger Interpretation seit den 1970er Jahren zunehmend die Selbstbestimmung der Stämme und als Ausfluss daraus auch Rechte an der Maori-Kultur ohne direkten Bezug zu Grundstücksfragen beansprucht.
Das Tribunal kam in zwei Verfahren zum Schluss, dass die Regierung den Ngāti Toa eine größere Kontrolle über Ka Mate einräumen sollte. Die neuseeländische Regierung stimmte aber nur zu, die „Urheberschaft und die [kulturelle] Bedeutung des Haka“ für die Ngāti Toa formell zu registrieren. Weitergehende Forderungen wurden zurückgewiesen.
In der Folge erhoben die Ngāti Toa und andere Maori-Stämme weitergehende Forderungen. Insbesondere hieß es, dass die Selbstbestimmung und Selbstverwaltung gemäß den Garantien aus dem Vertrag von Waitangi einen neuen Schutz des kulturellen Eigentums außerhalb des gesetzlichen geistigen Eigentums erfordern würde. Das Tribunal kam in einem Bericht von 2011 zu der Empfehlung, die Gesetze so zu ändern, dass kulturelles Eigentum der Maori in bestimmten Fällen anerkannt werden kann. In seinem Bericht stellte es fest, dass die Maori nicht nur die Maori-Kultur bewahren würden, sondern Neuseeland als Ganzes. Die Selbstbestimmung der Maori schütze die Identität des ganzen Landes und Kontrolle der Maori über ihre Kultur liefere Neuseeland die Kontrolle über seine einzigartige Identität.
Neuseeland hat diese Ansprüche in ein Verfahren vor der Weltorganisation für geistiges Eigentum (WIPO) eingebracht, das im Jahr 2000 begonnen wurde und Genetische Ressourcen, Traditionelles Wissen und Kultur schützen soll. Gegen jeglichen Schutz traditioneller Kulturen in Form eines Immaterialgüterrechts sprechen sich praktisch alle westlichen Staaten aus, maßgeblich ist der Widerstand der USA. Sie gehen davon aus, dass traditionelle Volkskultur gemeinfrei sei und sein müsse. Die Verhandlungen zu diesem Teil erbrachten bislang keine Ergebnisse (Stand: Mitte 2017). In der rechtswissenschaftlichen Literatur werden Vergleiche zwischen einem Schutz traditioneller Kultur und den Urheberpersönlichkeitsrechten hergestellt, eine Lösung wird aber nicht innerhalb des bestehenden Immaterialgüterrechts gesehen, sondern wenn überhaupt dann nur durch ein neuartiges sui generis-Recht.